# Generalernas natt
Generalernas natt (originaltitel: Die Nacht der Generale) är en roman från 1962 av den tyske efterkrigsförfattaren och antinazisten Hans Hellmut Kirst, utgiven på svenska 1963. Den är en av hans mest kända romaner.

## Handling
I början av andra världskriget upptäcks ett sällsynt bestialiskt mord på en prostituerad polsk kvinna i det av Tyskland ockuperade Warszawa. Eftersom kvinnan stod med på en lista av tyska medhjälpare tillkallar polska polisen tysk militärpolis. Ett spår dyker emellertid snabbt upp i form av ett vittne. En gammal man som suttit på ett i trapphuset beläget avträde med dörren på glänt hade sett mördarens underkropp, och vittnade om att mördaren hade en uniform med blå byxor som var försedda med röda revärer. En uniformsbyxa som endast var förbehållen generaler! De närvarande soldaterna och lägre befäl vägrar tro på den gamle polske mannens berättelse. Men innan denne hinner pryglas stoppar utredningschefen, en kapten ur tyska arméns militärpolis de övriga - och ställer sig frågan om varför den gamle mannen skulle ljuga ? (Och troligtvis är han föga insatt i vad de röda revärerna har för betydelse). Kunde mördaren verkligen vara en tysk general från Wehrmacht!?
Förvisso betydde polackernas liv inte mycket för den tyska ockupationsmakten, men likväl fick inte ens en general utföra privata lustmord. Kaptenen finner snabbt ut att vid tidpunkten för mordet fanns endast tre tänkbara kandidater på plats i den polska huvudstaden som saknar alibi.
Boken följer därefter såväl den tyske mordutredaren, samt de tre generalernas liv och leverne i Polen 1940, i Paris 1944 och romanen får sin upplösning i Östberlin efter kriget. Mord på mord följer i generalernas spår. Men vem eller vilka är skyldiga? Generalernas karaktärer är en sadist, en högmodig karl som har vissa sympatiska drag samt en riktig fegis. Romanen ställer många viktiga frågor om mänskligheten. Till exempel och hur man handskas med makt, ostyrliga begär, moral och rädsla. Här och där får läsaren sig även ett gott skratt när man som minst anar det, fast någon komedi är romanen verkligen inte.

## Filmatisering
Boken blev snabbt en internationell bestseller och den filmatiserades 1966 (på bio 1967) med Peter O'Toole i huvudrollen. Filmens handling har endast inledningen gemensam med romanen.